# Kurt Bikkembergs
Kurt Bikkembergs (Hasselt, 5 augustus 1963) is een Belgisch componist en dirigent.

## Biografie
Kurt Bikkembergs werd geboren te Hasselt in 1963. Hij studeerde en behaalde einddiploma's muziekpedagogie, compositie, koorleiding en orkestleiding aan het Lemmensinstituut te Leuven en vervolmaakte zich op internationale meestercursussen in België en Oostenrijk bij o.a. Robert Sund (Zweden) en Timothy Brown (VK) voor koorleiding en bij Heinz Kratochwil (Oostenrijk) voor compositie. Hij is koorleider/docent aan het Lemmensinstituut, artistiek leider van de Capella di Voce en van het Nederlands Studenten Kamerkoor, en gastdirigent bij het Vlaams Radiokoor. Van 2002 tot 2008 was hij koorleider aan de Vlaamse Opera, van 2007 tot 2010 dirigent/artistiek leider van het EuroChor (AGEC) en van 2002 tot 2013 kapelmeester aan de St. Michael en St. Goedele Kathedraal te Brussel. Hij is actief medewerker van Europa Cantat en het EMJ te Neerpelt. Hij werkte aan opdrachten in binnen- en buitenland. In 2010 richtte hij Montefagorum Productions op, een cd-label voor Vlaamse hedendaagse koormuziek.
Hij schrijft voornamelijk koormuziek. Zijn composities werden uitgegeven bij Schott Music, Annie Bank, Oxford University Press en Euprint.

## Dirigent van
- H.-Hartkoor, Hasselt (1982-1986)
- Jeugdkoor en Capella Beatae Mariae ad Lacum, Tienen (1985-2003)
- Kinder- en jeugdkoor Con Amore, Alken (1985-1991)
- St.-Joriskoor, Alken (1986-1991)
- Capella Sancti Quintini, Hasselt (1990-1998)
- Capella di Voce, Stevoort (1998- )
- Capella Sanctorum Michaelis et Gudulae, Brussel (2002-2013)
- Eurochor, AGEC (2007-2010)
- Nederlands Studenten Kamerkoor (2012-2018)

## Cd's met werk van deze componist
- Kurt Bikkembergs - Incipit Apocalypsis Ioannis Apostoli
- Kurt Bikkembergs - Choral Works
- Europese Kerstliederen uit Oost en West
- Contemporary Music from Flanders - Composers at the Lemmensinstituut
- Het Binvignat-Houdtappelorgel (1793) in de Sint-Quintinuskathedraal van Hasselt
- Paella met noten en andere kleine liedjes
- Kind'ren hadden genoeg van de straat - Wat heeft ie't druk, mijn vader
- Emitte spiritum tuum - Cathedral music
- In Circulo Anni - Gaudeamus
- Sacred works
- Sacred works II
- Water, water, babbelwater ...
- Prometheus
- Officium Sanctorum
- This we know
- Am siebenten Tage
- Debarim
- De nieuwe oogst. Nationale koorcompositie 2005
- Hovenier van de nacht
- Jenny Spanoghe from classical violin to five-string viola
- Parels